# اسکارلت اونیل نامرئی
اسکارلت اونیل نامرئی  یک کمیک استریپ یا داستان مصور آمریکایی است که توسط راسل استَم نوشته و نقاشی شده‌است. این کمیک استریپ از سوم ژوئن ۱۹۴۰ تا ۱۹۵۶ توسط شیکاگو تایمز منتشر می‌شد.

داستان آن دربارهٔ زنی به نام اِسکارلت اونیل، یک ابرقهرمان زن با لباس عادی (و یکی از اولین ابرقهرمان‌های زن) است که قدرت نامرئی شدن دارد. اسکارلت از این قدرت برای کمک به آدم‌های محتاج و همین‌طور همکاری با پلیس برای دستگیری مجرمین استفاده می‌کند.

دان مارکستین، تاریخ‌نویس کمیک استریپ، دربارهٔ این شخصیت می‌گوید:
«اسکارلت تواناییِ نامرئی شدن را از اشعه‌ای که مورد آزمایش پدرش بوده، به‌دست می‌آورد. وقتی از روی کنجکاوی انگشتش را جلوی اشعه می‌گیرد، به‌طور کامل نامرئی می‌شود، با لباس و همه‌چیز. خوشبختانه پی می‌برد که عصبی خاص در مچ دستش می‌تواند مثل سوئیچ برای قدرتِ نامرئی شدنش عمل کند، به‌صورتی که لمس کردن این عصب او را مرئی یا نامرئی می‌کند. این قصهٔ پیش‌زمینه در همان قسمت اول و به‌صورت بازگشت‌به‌گذشته‌ای سریع تعریف می‌شود تا یکراست بروند سر اصل مطلب و اسکارلت اونیل وارد ماجراهایش شود.

ماجراهای اسکارلت بیشتر با زمینه‌های جاسوس‌های نازی و خرابکارهای ژاپنی و اربابان جنایت شکل گرفته‌اند. راسل استم، خالق این شخصیت، در ابتدا همکار چستر گولد در خلق شخصیت دیک تریسی بود. اما برای کمیک استریپ خودش – یعنی همین اسکارلت اونیل نامرئی – نگرش ساده‌تری را درنظر گرفت: نقاشی‌ها صمیمی‌تر هستند و قصه‌ها شاخ و برگ کمتری دارند. برخلاف دیک تریسی که پر از صحنه‌های تیراندازی آدم‌کش‌هاست، ماجراهای اسکارلت اونیل – مخصوصاً در قسمت‌های اولیه – بیشتر دربارهٔ کمک به بچه‌هایی‌ست که توی دردسر افتاده‌اند.»

در ۱۹۵۰ عنوان این کمیک استریپ کوتاه‌تر و به اسکارلت اونیل محدود شد و بعد در ۱۹۵۵ این عنوان تبدیل به استین‌سیل استیل (آهن ضدزنگ) شد.